# Terraza aluvial

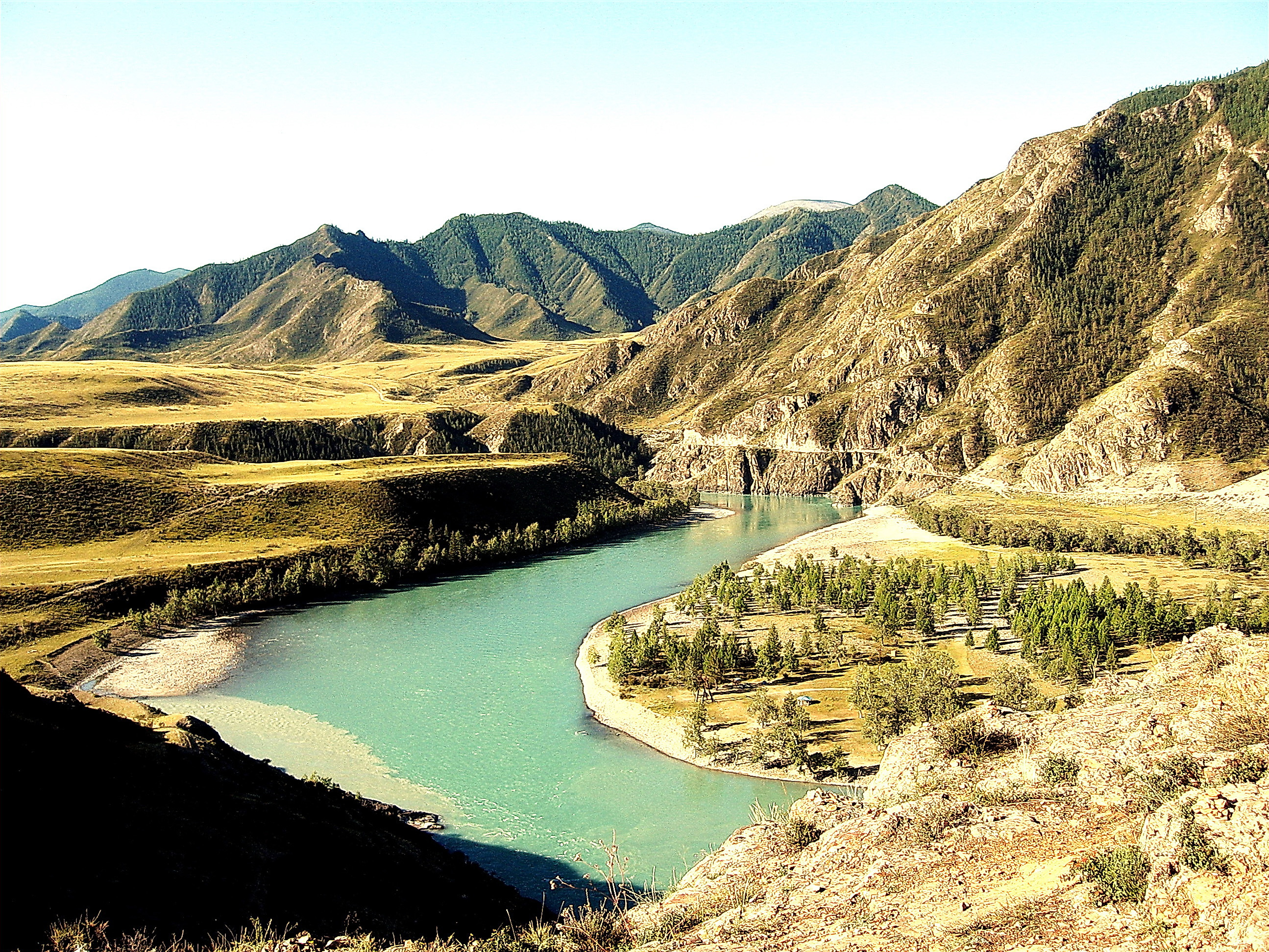
Terrazas a diferentes niveles en las Montañas de Altái.

Las terrazas aluviales o terraza de río constituyen pequeñas plataformas sedimentarias o mesas construidas en un valle fluvial por los propios sedimentos del río que se depositan a los lados del cauce en los lugares en los que la pendiente del mismo se hace menor, con lo que su capacidad de arrastre también se hace menor. Corre a lo largo de un valle con un banco a manera de escalón que las separa, ya sea de la planicie de inundación o de una terraza inferior. Es un remanente del cauce antiguo de una corriente que se ha abierto camino hacia un nivel subyacente, mediante la erosión de sus propios depósitos.
Un río, al entallar el terreno, discurre por un lecho cada vez más bajo. Abandona así capas de aluviones en forma de terrazas escalonadas que ya no son cubiertas por las aguas de las mayores avenidas. En este caso, el río entalla la roca subyacente y esta aflora entre los escalones. Si, por el contrario, el lecho del río ahonda un terreno que ya consta de aluviones anteriores, no se ve la roca del sustrato y se trata de terrazas encajonadas. Por su parte, una terraza poligénica no presenta escalones, sino un declive continuo. Su formación se explica, ya por la destrucción de los escalones por la erosión, ya por el carácter progresivo y continuo del hundimiento del lecho del río.

## Formación de las terrazas
Una terraza de corte y redondo que se forma cuando una corriente llena un valle con sedimentos y labra después su cauce a un nivel subyacente. La agradación o construcción inicial puede ser causada por un cambio en el clima que conduzca a un incremento en la carga de la corriente o a una disminución en su descarga. También puede elevarse el nivel base de la corriente, reduciendo el gradiente y dando lugar al depósito. En cualquier caso la corriente tapa el valle con sedimento y se eleva gradualmente la planicie de inundación. Luego, si el equilibrio se pierde y la corriente comienza a erosionar, labrará un cauce a través de los sedimentos anteriormente depositados. El nivel de flujo será inferior al de la antigua planicie de inundación y en este nuevo nivel comenzará la corriente a labrar una nueva planicie de inundación. Con el tiempo, quedarán vestigios de la antigua planicie de inundación en ambos lados de la nueva. Las terrazas que quedan una frente a otra a través de la corriente y a la misma elevación, se conocen con el nombre de terrazas aparejadas.
A veces, la erosión hacia abajo causada por las corrientes da lugar a la formación de terrazas disparejas en lugar de aparejadas. Si la corriente oscila de un lado a otro del valle, erosionando lentamente a medida que avanza, puede encontrar roca resistente debajo de los depósitos sin consolidar. Entonces la roca expuesta desviará la corriente, evitando la erosión posterior. En este caso queda una sola terraza desemparejada al otro lado de la corriente. Las terrazas, ya estén aparejadas o disparejas, pueden ser cortadas también en el fondo rocoso del río, ya comúnmente una capa delgada de arena y grava descansa sobre el fondo rocoso de estas terrazas.